# 1382 en santé et médecine
| Années de la santé et de la médecine : 1379 - 1380 - 1381 - 1382 - 1383 - 1384 - 1385    |
| Décennies de la santé et de la médecine : 1350 - 1360 - 1370 - 1380 - 1390 - 1400 - 1410 |

Cet article présente les faits marquants de l'année 1382 en santé et médecine.

## Événements
- 5 août : la maison-Dieu de Saint-Jacques de Condé, en Lorraine, est érigée en commanderie de l'ordre des hospitaliers de Saint-Antoine[1].
- Fondation à Florence par Simone Piero Vespucci d'un hôpital dédié à sainte Marie de l'humilité (Ospedale di Santa Maria dell'Umiltà (it)), qui sera confié en 1587 aux hospitaliers de Saint-Jean-de-Dieu par le grand-duc Ferdinand[2],[3],[4].
- Fondation de l'hôpital Notre-Dame, à Rochefort en Franche-Comté, par Guyot de Rochefort[5].
- Un « hôpital des pauvres » (spital dels pobres d'Illa) est attesté à Ille, en Roussillon[6].

## Ouvrage
- c. 1382-1410[7] : compilation du Livre rouge de Hergest, manuscrit gallois qui contient un recueil de remèdes par les plantes attribué à Rhiwallon Feddyg, fondateur de la dynastie des médecins de Myddfai[8].

## Personnalités
- 1350-1382 : floruit Raymond Chalin de Vinario[9], médecin surtout connu comme auteur d'un important traité sur la peste, imprimé par Jacques Daléchamps en 1552[10].
- 1382-1394 : fl. Jacques de Chavanges, chirurgien ; sa présence est attestée à Dijon en 1382 et à la cour de Bourgogne de 1385 à 1392[11].

## Décès
- 10 mai : Gervais Chrétien (né à une date inconnue), maître de la faculté de médecine de Paris, doyen en 1359, médecin du roi Charles V et fondateur, en 1371, du collège Notre-Dame de Bayeux, dit « de maître Gervais »[12].